# Copșa Mică
Copșa Mică (in ungherese Kiskapus, in tedesco Kleinkopisch) è una città della Romania di 5441 abitanti, ubicata nel distretto di Sibiu, nella regione storica della Transilvania. 
Fa parte dell'area amministrativa anche la località di Târnăvioara.
La città aveva un triste primato, essendo considerata negli anni novanta come una delle località più inquinate d'Europa, a causa della presenza di due grandi complessi industriali spinti al massimo della produttività durante il regime comunista e sostanzialmente chiusi dopo il 1989, fatto quest'ultimo che ha portato ad una drastica riduzione della popolazione, scesa dopo la caduta del comunismo del 25% circa.
I due impianti inquinanti erano in particolare:
- Un impianto per la produzione di particolato carbonioso destinato alla produzione di coloranti, operativo tra il 1936 ed il 1990, i cui neri depositi sono tuttora ben visibili
- Un impianto metallurgico, la Sometra, le cui emissioni hanno contribuito ad un forte aumento delle patologie nella popolazione e ad un'aspettativa di vita per gli abitanti della città di ben nove anni inferiore a quella media della Romania.[1]